# Atheta ravilla
Atheta ravilla är en skalbaggsart som först beskrevs av Wilhelm Ferdinand Erichson 1839.  Atheta ravilla ingår i släktet Atheta, och familjen kortvingar. Enligt den finländska rödlistan är arten sårbar i Finland. Arten är reproducerande i Sverige. Artens livsmiljö är lundskogar.